# 숨바꼭질 온라인
숨바꼭질 온라인은 아이진이 개발한 온라인 비디오 게임이다.